# Ящеричная змея
Ящеричная змея (лат. Malpolon monspessulanus) — ядовитая змея из семейства Psammophiidae.

## Описание
Общая длина достигает 180 см. Морда спереди несколько закруглена. Верхняя поверхность туловища тёмно-оливкового цвета, без пятен. У крупных особей хорошо выражена тёмная полоса, окаймлённая по верхнему краю желтоватой пунктирной линией. Молодые змеи сверху коричневого, оливково-бурого или сероватого цвета с бурыми, тёмно-коричневыми или почти чёрными мелкими пятнами, расположенными в виде хорошо выраженных продольных полос. Окраска молодых змей выглядит пёстрой из-за контраста этих тёмных пятен с жёлтыми или белыми краями отдельных чешуек на спине и по бокам туловища. С возрастом пятна на спине и брюшной поверхности тела исчезают, расцветка змей размером более 70 см однотонная — серовато-оливковая или буровато-серая с жёлтым, без пятен, брюхом. У половозрелых самцов окраска передней части туловища, верха головы оливково-зелёная, а всей остальной поверхности тела — синевато-серая. Брюшная сторона бледно-жёлтая, продольный рисунок или его фрагменты сохраняются на горле. У самок сохраняются тёмные продольные полосы по бокам туловища и продольный рисунок на брюхе.

## Распространение
Ящеричная змея обитает в северо-западной Италии, юго-восточной Франции, Испании и Португалии, а также в Северной Африке (северный Алжир, Марокко и прибрежные районы Западной Сахары).

## Образ жизни
Населяет аридные ландшафты, сухие каменистые полупустыни, сады, виноградники, окрестности хлопковых полей, валы оросительных каналов. Встречается на высоте до 1100—1500 м над уровнем моря. Прячется в норах песчанок и сусликов, пустотах под камнями, промоинах в почве, трещинах и кучах камней. Активность после зимовки начинается в середине марта—начале апреля. На зимовку уходит в сентябре-октябре. Активна в сумерки и ночью.
В случае опасности пытается спрятаться в ближайшую нору или под камень, но, не имея такой возможности, иногда ведёт себя очень агрессивно: шипит, раздувает тело, яростно кусается и осуществляет броски до 1 м в сторону врага. Укусы опасны и болезненны для человека.

## Питание

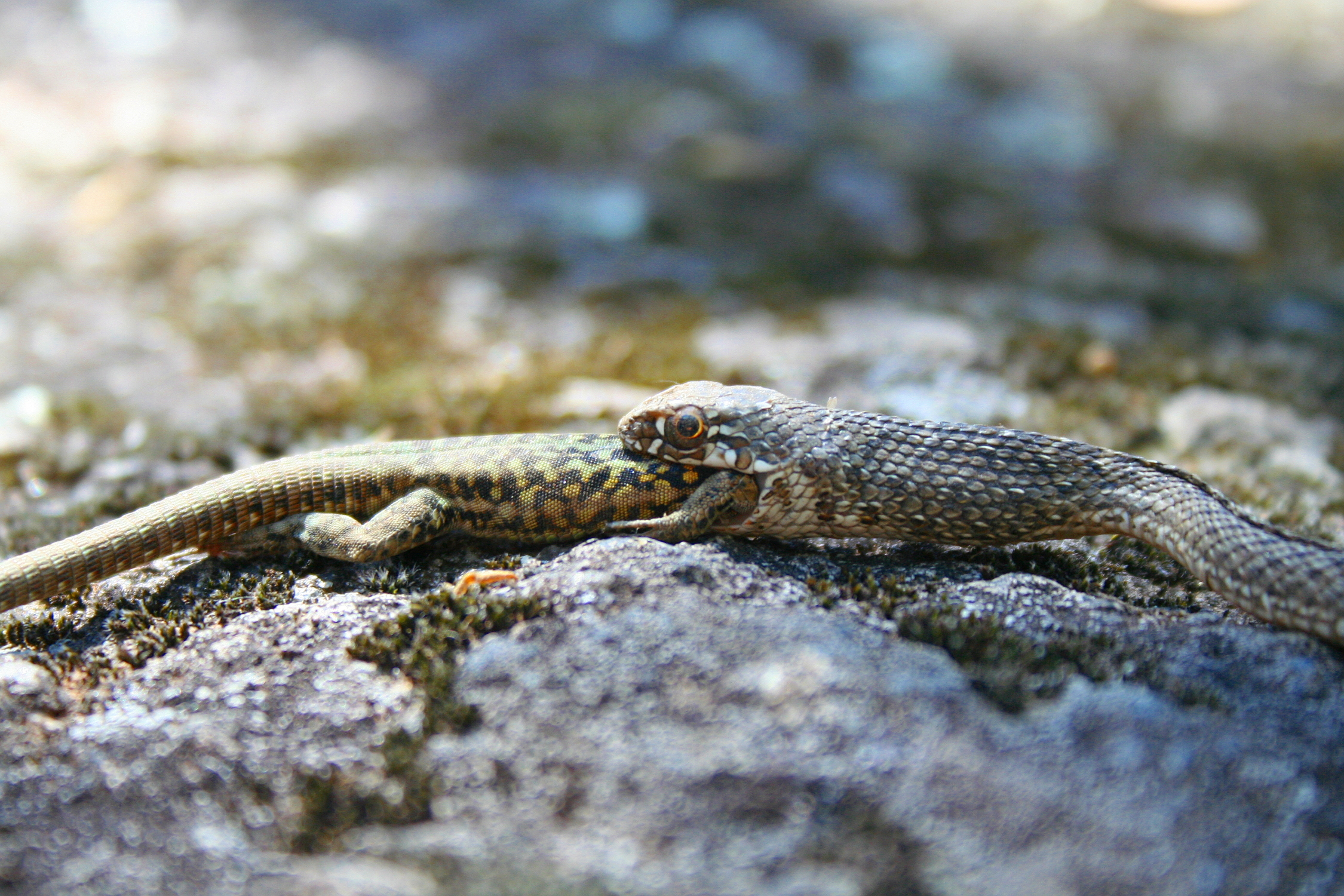
Ящеричная змея поедает испанскую ящерицу Podarcis hispanica

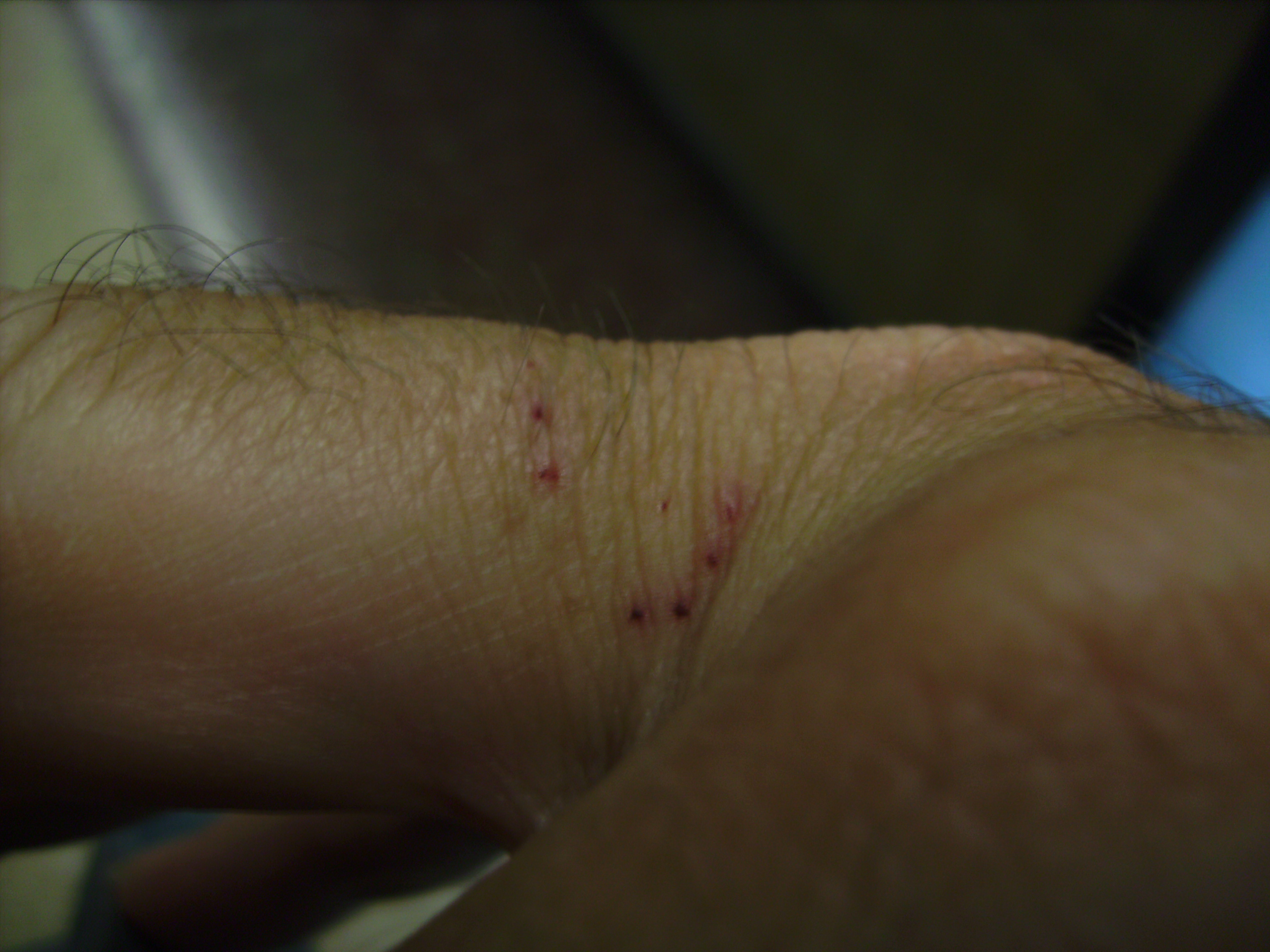
Место укуса ящеричной змеи

Питается грызунами, ящерицами и другими змеями, которых она сначала кусает, а потом обвивает кольцами туловища. Ящерицы и мелкие грызуны обычно гибнут от яда ящеричной змеи за несколько минут.

## Размножение
Яйцекладущая змея. Спаривание происходит в апреле, а во второй половине мая—июне самки откладывают 5—20 яиц длиной 40—45 мм и шириной 30—35 мм. Молодые змеи с длиной тела 22—27 см появляются во второй половине июля.

## Таксономия
Выделяют 2 подвида ящеричной змеи :
- M. monspessulanus monspessulanus
- M. monspessulanus saharatlanticus

Ранее также выделяли подвиды M. m. insignitus и M. m. fuscus. В настоящее время таксономический статус первого был повышен до отдельного вида Malpolon insignitus, а второй рассматривается как его подвид.